# 朱廷煥
朱廷煥（？—1644年），字仪伯，號中白，山東单县人。明末官員。

## 生平
崇禎三年庚午科舉人，七年（1634年）甲戌科二甲進士，工部觀政，八年授工部都水司主事，九年管理京城街道，同年改管杭州抽分，十年升营缮司郎中，十一年出任庐州府知府，十二年丁憂。十四年起補大名府知府，不久，升任山西兵备副使，十六年調分巡大名道。崇禎十七年（1644年）李自成軍迫近京畿，朱廷煥盡力守備。三月四日，城破被俘，寧死不降，被處決。弘光朝，追赠右副都御史。《明史》有傳。